# Valentín Ortigosa
Valentín Ortigosa Cantalejos (Arriate, 23 de febrero de 1784-Valladolid, 13 de noviembre de 1856) fue un clérigo y senador español del siglo XIX.

## Biografía
Nacido en Arriate en la provincia de Málaga, embarcó rumbo a México a finales de 1803. Antes de 1810, vuelvi a España y es redactor en el periódico El Conciso. Al regreso de Fernando VII, es encarcelado brevemente tras el golpe de Estado de mayo de 1814. 
En 1820 escribe en el periódico Miscelánea de comercio, artes y literatura. Durante el trienio liberal es nombrado canónigo de Valencia y el gobierno le requiere para realizar varios informes sobre América. Con el final del trienio liberal, se le deniega el permiso para residir en Madrid y se traslada a Fuentidueña de Tajo. En 1825 se instala en Valencia.
Con la muerte de Fernando VII y el comienzo de la regencia de María Cristina, su suerte cambia y ocupa algunos cargos en la administración hasta ser nombrado arcediano de Sevilla y más tarde, obispo electo de la diócesis de Málaga, pero nunca fue consagrado por prohibición de la Santa Sede. Gobernó el obispado entre 1836 y 1841 como vicario capitular elegido por el cabildo a instancias del gobierno. 
Siendo gobernador elesiástico de Málaga, mantuvo un pleito con el arzobispado de Sevilla que concluyó con un recurso de fuerza siendo su abogado Manuel Cortina. Como consecuencia, el gobierno expulsó de España al encargado de asuntos de la Nunciatura y se abrió una crisis en las relaciones con el Papa.  En octubre de 1842 fue nombrado senador del reino. Tras la firma del Concordato de 1851, fue nombrado canónigo en Sevilla y Valencia. Fallece en 1856 de paso en Valladolid.